# Ionia megye
Ionia megye az Amerikai Egyesült Államokban, azon belül Michigan államban található. Megyeszékhelye és legnagyobb városa Ionia. Lakosainak száma 66 804 fő (2020. április 1.). Ionia megye Montcalm, Barry, Eaton, Clinton, Gratiot és Kent megyékkel határos.

## Népesség
A megye népességének változása:
| Lakosok száma | 63 854 | 63 856 | 63 903 | 64 073 | 64 223 | 66 804 |
|               | 2010   | 2011   | 2012   | 2013   | 2015   | 2020   |